# ويلبرفورس إفانس
ويلبرفورس إفانس (بالإنجليزية: Wilberforce Eaves)‏ مواليد 10 ديسمبر 1867 في ملبورن، نيوساوث ويلز، أستراليا - الوفاة 10 فبراير 1920 في لندن، كان لاعب كرة مضرب بريطاني وكان يلعب باليد اليمنى. أعلى تصنيف له في الفردي كان المركز الـ 1 في سنة 1897. سبق أن شارك في دورة الألعاب الأولمبية الصيفية.

## النهائيات

### الوصافة (1)
| السنة | البطولة                     | المنافس   | النتيجة                 |
| 1897  | بطولة أمريكا المفتوحة للتنس | روبرت رين | 6–4, 6–8, 3–6, 6–2, 2–6 |

## الميداليات
| الميدالية | المسابقة                       |
| --------- | ------------------------------ |
| برونزية   | الألعاب الأولمبية الصيفية 1908 |

## روابط خارجية
- ويلبرفورس إفانس على موقع رابطة محترفي التنس (الإنجليزية)
- ويلبرفورس إفانس على موقع الاتحاد الدولي لكرة المضرب (الإنجليزية)
- ويلبرفورس إفانس على موقع أوليمبيديا (الإنجليزية)